# Pokémon: Zoroark, bậc thầy ảo ảnh
Pokémon: Zoroark, bậc thầy ảo ảnh, ban đầu được phát hành tại Nhật Bản dưới tên Pocket Monsters Diamond & Pearl the Movie: Phantom Ruler: Zoroark (劇場版ポケットモンスター ダイヤモンド＆パール 幻影の覇者 ゾロアーク Gekijōban Poketto Monsutā Daiyamondo ando Pāru: Gen'ei no Hasha: Zoroāku), và được phát hành chính thức với tên tiếng Anh là Pokémon: Zoroark: Master of Illusions, là một bộ phim anime Nhật Bản năm 2010 của đạo diễn Kunihiko Yuyama, là bộ phim Pokémon thứ 13 và cuối cùng trong loạt Diamond & Pearl. Phim được phát hành tại Nhật Bản vào ngày 10 tháng 7 năm 2010. Bối cảnh giả tưởng của bộ phim dựa trên nhiều địa điểm khác nhau ở Hà Lan, quốc gia có Đài phát thanh công cộng Hà Lan, và Bỉ. Những địa điểm mà Yuyama và nhân viên của ông đã đến thăm và đã được sử dụng làm nguồn cảm hứng cho bộ phim, những địa điểm đó là Magere Brug, Amstel River, Kinderdijk và Thủ đô Brussels, là trụ sở của Vlaamse Radio- en Televisieomroeporganisatie và Radio-Télévision belge de la Communa. Bài hát chủ đề của bộ phim tại Nhật Bản là Ice Cream Syndrome của Sukima Switch. Các sự kiện của bộ phim diễn ra trong loạt Diamond & Pearl.
Bản lồng tiếng Anh của bộ phim được phát sóng tại Hoa Kỳ trên Cartoon Network vào ngày 5 tháng 2 năm 2011. Bộ phim cũng được phát sóng tại Vương quốc Anh trên CITV vào ngày 26 tháng 2 năm 2011, chỉ ba tuần sau khi Mỹ phát sóng; điều này đánh dấu lần đầu tiên một bộ phim Pokémon được phát sóng chỉ vài tuần sau Mỹ, và đặc biệt đánh dấu lần đầu tiên một bộ phim mới độc quyền được công chiếu trên truyền hình miễn phí. Tại Việt Nam phim được Công Ty Trách Nhiệm Hữu Hạn Truyền Thông Purpose Media mua bản quyền, lồng tiếng và phát sóng trên kênh HTV3 - DreamsTV vào ngày 5 tháng 8 năm 2018.
Bộ phim được trình chiếu tại các rạp chiếu phim của Mỹ trong Chuyến lưu diễn Pokémon Black và White ở Hoa Kỳ. Zoroark, Master of Illusions là bộ phim thứ sáu, sau Pokémon: The Movie 2000, Pokémon Heroes, Destiny Deoxys, Lucario and the Mystery of Mew, và Pokémon Ranger and Temple of the Sea, để giới thiệu Pokémon từ một thế hệ tiếp theo trong loạt phim chính.

## Nội dung
Trong tập phim này, Celebi sẽ du hành từ tương lai về hiện tại để ngăn chặn cuộc chiến giữa Raikou, Entei và Suicune. Trong lúc đó, Satoshi, Takeshi và Hikari đến thành phố Crown để dự World Cup Pokemon thường niên đúng lúc những Pokemon hiện thoại xuất hiện và tấn công thành phố

## Nhân vật
- Đạo diễn chuyển âm: Ngọc Quyên

| Nhân vật         | Diễn viên lồng tiếng (tiếng Nhật) | Diễn viên lồng tiếng (tiếng Anh)   | Diễn viên lồng tiếng (tiếng Việt) |
| ---------------- | --------------------------------- | ---------------------------------- | --------------------------------- |
| Satoshi/Ash      | Rica Matsumoto                    | Sarah Natochenny                   | Hoàng Khuyết                      |
| Pikachu          | Ikue Ōtani                        | Ikue Ōtani                         | Ikue Ōtani                        |
| Takeshi/Brock    | Yūji Ueda                         | Bill Rogers                        | Tuấn Anh                          |
| Hikari/Dawn      | Megumi Toyoguchi                  | Emily Bauer                        | Kim Ngọc                          |
| Pochama/Piplup   | Etsuko Kozakura                   | Michele Knotz                      |                                   |
| Musashi/Jessie   | Megumi Hayashibara                | Michele Knotz                      | Thùy Tiên                         |
| Kojirō/James     | Shin-ichiro Miki                  | Jimmy Zoppi (aka Billy Beach)      | Trần Vũ                           |
| Nyarth/Meowth    | Inuko Inuyama                     | Jimmy Zoppi                        | Kim Anh                           |
| Người dẫn chuyện | Unshō Ishizuka                    | Rodger Parsons                     | Trí Luân                          |
| Zoroark          | Romi Park                         | Romi Park                          | Romi Park                         |
| Zorua            | Kurumi Mamiya                     | Eileen Stevens                     | Kim Anh                           |
| Rioka/Rowena     | Natsuki Katō                      | Erica Schroeder (aka Bella Hudson) | Ngọc Quyên                        |
| Kuruto/Karl      | Tsukamoto Takashi                 | Wayne Grayson                      | Thiện Trung                       |
| Grings Kodai     | Takanori Jinnai                   | Sean Schemmel                      | Quang Tuyên                       |
| Goone            | Kōichi Yamadera                   | Marc Thompson                      | Minh Vũ                           |
| Celebi           | Kugimiya Rie                      | Kugimiya Rie                       | Thu Huyền                         |
| Raikou           | Konishi Katsuyuki                 | Konishi Katsuyuki                  | Chánh Tín                         |
| Entei            | Miyake Kenta                      | Miyake Kenta                       | Tấn Phong                         |
| Suicune          | Furushima Kiyotaka                | Furushima Kiyotaka                 | Hạnh Phúc                         |